# Adam Ripper
Adam Ripper (ur. 11 grudnia 1853 w Ludwinowie, zm. 24 grudnia 1930 w Wiedniu) – generał audytor cesarskiej i królewskiej Armii.

## Życiorys
Był synem Franciszka (zm. 1885) właściciela ziemskiego, przyrodnim bratem Juliusza. Ukończył Gimnazjum św. Anny w Krakowie w 1872, rozpoczynając w tym samym roku służbę wojskowa jak ochotnik jednoroczny w Galicyjskim Pułku Piechoty Nr 20 w Krakowie. Powrócił na studia prawnicze, które odbył na Uniwersytecie Jagiellońskim zakończone egzaminami państwowymi w 1876. 1 listopada 1876 rozpoczął pracę w Sądzie Garnizonowym w Wiedniu. 1 maja 1878 awansowany na stopień nadporucznika rozpoczął pracę w sądzie w Petrovaradin, jako sędzia sądu wojennego 20 Dywizji Piechoty biorąc udział w okupacji Bośni, następnie otrzymał przydział do sądu w Osijeku. W 1880 awansując na stopień kapitana audytora 2. klasy przeniesiony został do Węgierskiego Pułku Piechoty Nr 37 w Osijeku. Od 1883 służył w Węgierskim Pułku Piechoty Nr 76 w Sopronie. 1 czerwca 1887 został przeniesiony do Sądu Garnizonowego w Tuzli, rok później obejmując kierownictwo tego sądu. W 1889 awansował na stopień majora, a w 1891 otrzymał przeniesienie na stanowisko kierownika Sądu Garnizonowego w Sarajewie. W 1893 objął stanowisko referenta do spraw wymiaru sprawiedliwości w 9 Korpusie w Josephstadt, awansując 1 listopada 1895 na stopień podpułkownika audytora. W 1896 przeniesiono go do sarajewskiego 15 Korpusu na analogiczne stanowisko. 1 maja 1900 uzyskał stopień pułkownika i przydział jako referent w Wyższym Sądzie Wojskowym w Wiedniu. W 1902 przeszedł do Najwyższego Sądu Wojskowego na stanowisko referenta, 1 maja 1903 awansując na stopień generała audytora. We wrześniu 1906 przeszedł w stan spoczynku. O dalszych losach wiadomo jedynie, że zamieszkał na stałe w Wiedniu, gdzie zmarł w 1930. Był żonaty, miał dwie córki. Został pochowany obok brata na Cmentarzu Centralnym w Wiedniu.

## Odznaczenia[2]
- Kawaler Orderu Franciszka Józefa
- Medal Wojenny
- Medal Jubileuszowy Pamiątkowy dla Sił Zbrojnych i Żandarmerii